# Geri Allen
Geri Antoinette Allen (Pontiac, 12 giugno 1957 – Filadelfia, 27 giugno 2017) è stata una pianista, compositrice e docente di musica jazz statunitense.
Nel corso della sua carriera ha collaborato con Ornette Coleman, Ron Carter, Tony Williams, Dave Holland, Jack DeJohnette, Charles Lloyd, Paul Motian – a cui fu a lungo associata in trio – Terri Lyne Carrington, Esperanza Spalding e molti altri.

## Biografia
Geri Allen era nata a Pontiac, Michigan, il 12 giugno 1957, ed è cresciuta a Detroit. Suo padre, Mount Allen Jr, era un direttore scolastico, sua madre Barbara una funzionaria governativa. Ha iniziato a suonare il pianoforte all'età di 7 anni, scegliendo di diventare una pianista di jazz nella sua prima adolescenza.
Allen si è diplomata nel 1979 dopo aver seguito il programma di studi sul jazz alla Howard University. Ha poi continuato i suoi studi con il pianista Kenny Barron a New York e all'Università di Pittsburgh, dove ha completato un master in etnomusicologia nel 1982. Il suo debutto discografico come leader risale al 1984, con l'album The Printmakers registrato in trio, con il bassista Anthony Cox e il batterista Andrew Cyrille; nell'album sono incluse alcune composizioni della stessa Allen. È stato l'inizio di un percorso discografico che l'ha vista come leader in circa 20 album, tra cui rimarchevoli dischi per pianoforte solo, collaborazioni con gruppi corali, ballerini e coreografi, e una serie di album con piccole formazioni che spaziano dal jazz acustico al funk.

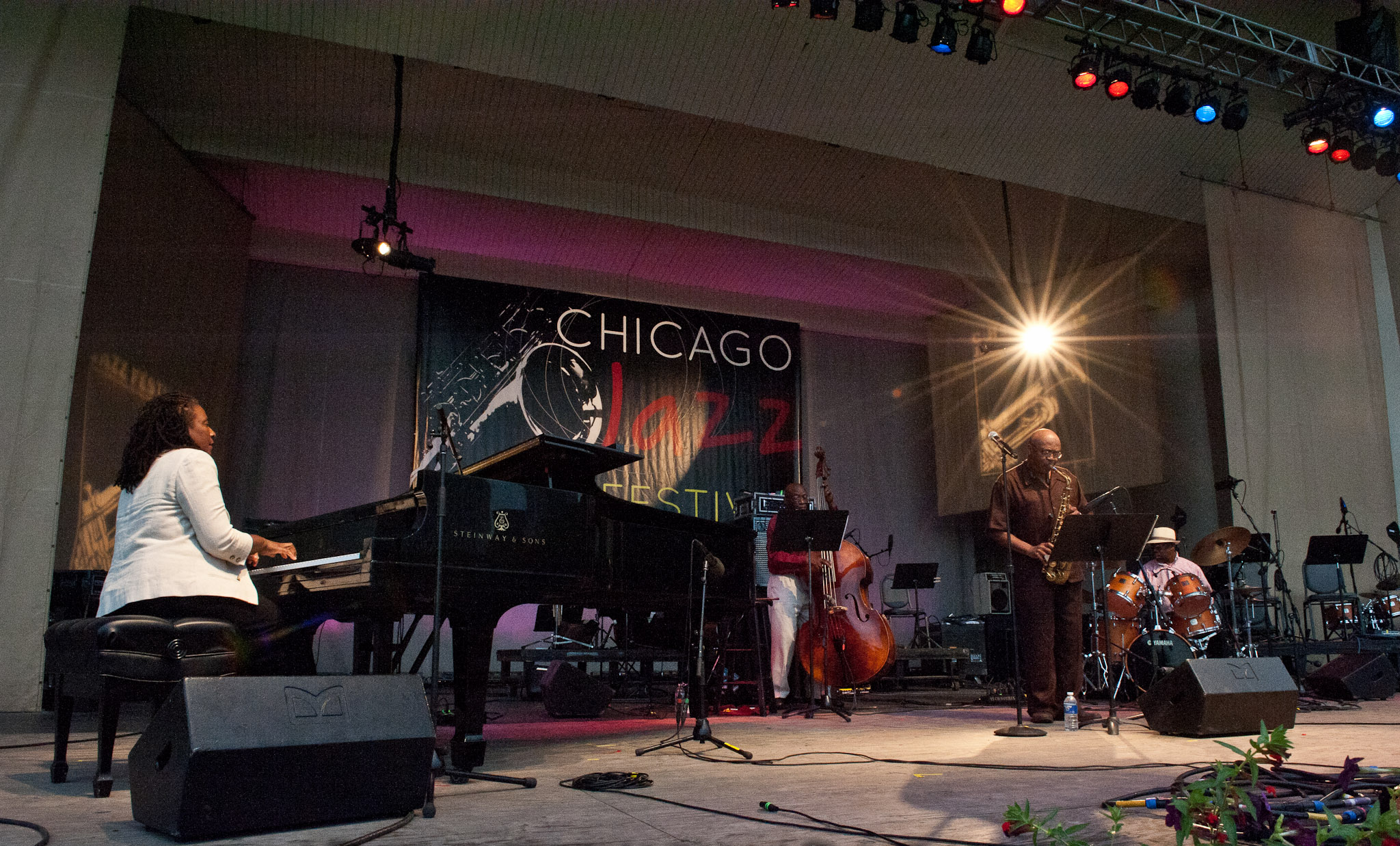
Geri Allen in trio

Nel 1995 si è sposata con trombettista Wallace Roney; dal matrimonio sono nati due figlie e un figlio, ma in seguito Allen e il marito divorziarono. Nel 1996 ha ricevuto il "Jazzpar Prize" e nello stesso anno ha registrato due album con Ornette Coleman: Sound Museum: Hidden Man e Sound Museum: Three Women.
Nel 2006, Allen ha composto "For the Healing of the Nations", una suite scritta in omaggio alle vittime e ai sopravvissuti degli attacchi dell'11 settembre. Nel 2008 le è stata assegnata una "Guggenheim Fellowship".
Dal 2013 ha ricoperto il ruolo di direttrice del programma di studi sul jazz dell'Università di Pittsburgh.
Muore il 27 giugno 2017, due settimane dopo il suo sessantesimo compleanno, a Filadelfia, Pennsylvania.
Il 2 marzo 2018 la rivista Musica Jazz le ha dedicato un esaustivo dossier, arricchito da immagini della pianista in vari momenti della carriera, intitolato:

"Geri Allen: con lei hanno saputo convivere tradizione e innovazione".

## Discografia parziale
- 1984 - The Printmakers
- 1985 - Home Grown
- 1986 - Open on All Sides in the Middle
- 1989 - Twylight
- 1989 - In the Year of the Dragon
- 1989 - Segments
- 1990 - The Nurturer
- 1990 - Live at the Village Vanguard
- 1990 - Live at the Village Vanguard: Unissued Tracks
- 1992 - Maroons
- 1994 - Twenty One
- 1995 - Eyes in the Back of Your Head
- 1996 - Some Aspects of Water
- 1998 - The Gathering
- 2004 - The Life of a Song
- 2006 - Timeless Portraits and Dreams
- 2010 - Flying Toward the Sound
- 2010 - Geri Allen & Timeline Live
- 2011 - A Child Is Born
- 2012 - Grand River Crossings
- 2012 - A Lovesome Thing
- 2015 - Perfection

## Filmografia
Geri Allen ha ricoperto il ruolo della pianista jazz Mary Lou Williams, suonando con una jazz band nel film di Robert Altman Kansas City.